# Симфонія кончертанте
Концертна симфонія  — твір для групи солістів з оркестром.
Жанр був сформований у XVIII ст. В той час її називали концертом, концертіно та концертним дуетом, але, водночас, вона займала проміжне місце між симфонією та інструментальним концертом. Від концерту класична симфонія кончертанте «успадкувала» тричастинність, від симфонії — трактування виконавського складу як музично-естетичної цілісності. Специфіка жанру полягає в тому, що інструменти, які мають соло, не є в той же час постійними солістами, як в сольному концерті чи кончерто гроссо. Ці інструменти входять до складу оркестру і в доцільний момент композитор просто змінює їх функцію з оркестрової на сольну.

## Приклади творів у цьому жанрі
- Гарольд в Італії (Берліоз)
- Концертна симфонія для гобоя, фагота, скрипки та віолончелі з оркестром (Гайдн)
- Концертна симфонія для скрипки і альта з оркестром (Моцарт)
- Концертна симфонія для духових та оркестру (Моцарт)
- Симфонія-концерт для віолончелі з оркестром (Прокоф'єв)